# سیرو ایمپروتا
سیرو ایمپروتا (انگلیسی: Ciro Improta؛ زادهٔ ۲۳ فوریهٔ ۱۹۹۱) بازیکن فوتبال اهل ایتالیا است.